# Anisodes transversata
Anisodes transversata är en fjärilsart som beskrevs av W. Warren 1897. Anisodes transversata ingår i släktet Anisodes och familjen mätare. Inga underarter finns listade i Catalogue of Life.